# Can Palé (Llagostera)
Can Palé de Llagostera és un edifici de planta irregular amb construccions annexes que forma part de l'Inventari del Patrimoni Arquitectònic de Catalunya. Parets portants de pedra morterada i coberta de teula a dues vessants. La façana presenta una composició irregular d'obertures, amb llindes horitzontals i carreus de pedra. A la planta superior hi ha una galeria d'obertures amb arcs semicirculars. Es conserven restes de l'antic esgrafiat amb bandes horitzontals i formes geomètriques. És una de les cases més antigues que es conserva del raval que sortia del portal de la muralla tot seguint el camí de Sant Feliu de Guíxols.